# Marion Lorne
Marion Lorne McDougall (West Pittston, 12 agosto 1883 – New York, 9 maggio 1968) è stata un'attrice statunitense.

## Biografia
Figlia di immigrati scozzesi, dopo il diploma alla American Academy of Dramatic Arts di New York, dal 1905 cominciò a frequentare i palcoscenici di Broadway. Dopo un lungo apprendistato, giunse al cinema  nel 1951, quando Alfred Hitchcock la volle nel ruolo della signora Anthony ne L'altro uomo.
La Lorne lavorò a Hollywood in altre due successive occasioni, recitando nel musical La ragazza di Las Vegas (1955) e ne Il laureato (1967), di Mike Nichols.
Fu la zia Clara nella serie tv Vita da strega (1964-1972), ideata da Sol Saks e in parte diretta da William Asher, marito della protagonista Elizabeth Montgomery. Il personaggio interpretato dalla Lorne è quello di un'anziana strega pasticciona e stravagante che, con i suoi errori, arreca non pochi problemi alla nipote Samantha. Per questo ruolo vinse due premi Emmy.
Fu moglie dello sceneggiatore Walter C. Hackett, dal 1901 al 1944, anno della morte dello scrittore.
Ancora in attività, morì nel 1968, all'età di 84 anni, per un infarto. Lo stesso anno le fu assegnato un premio Emmy postumo, che venne ritirato da Elizabeth Montgomery.

## Filmografia

### Cinema
- L'altro uomo (Strangers on a Train), regia di Alfred Hitchcock (1951)
- La ragazza di Las Vegas (The Girl Rush), regia di Robert Pirosh (1955)
- Il laureato (The Graduate), regia di Mike Nichols (1967)

### Televisione
- Mister Peepers – serie TV, 48 episodi (1952-1954)
- Sally – serie TV, 2 episodi (1957-1958)
- Suspicion – serie TV, un episodio (1958)
- The DuPont Show of the Month – serie TV, un episodio (1958)
- Vita da strega (Bewitched) – serie TV, 27 episodi (1964-1968)